# Henri Tailliandier
Pour les articles homonymes, voir Tailliandier.
Henri Tailliandier est un homme politique français né le 23 juin 1847 à Fresnoy-en-Gohelle (Pas-de-Calais) et mort le 28 avril 1914 à Arras (Pas-de-Calais).

## Biographie
Docteur en droit en 1869, il est exploitant d'une importante propriété agricole. Maire de Fresnoy-en-Gohelle, conseiller général, il est député du Pas-de-Calais de 1885 à 1910, inscrit au groupe de l'Action libérale. Il est le père d'Albert Tailliandier et de Maurice Tailliandier, députés du Pas-de-Calais, qui seront élus dans la même circonscription que lui.

## Sources
- « Henri Tailliandier », dans Adolphe Robert et Gaston Cougny, Dictionnaire des parlementaires français, Edgar Bourloton, 1889-1891 [détail de l’édition]
- « Henri Tailliandier », dans le Dictionnaire des parlementaires français (1889-1940), sous la direction de Jean Jolly, PUF, 1960 [détail de l’édition]